# Melhus Station
 Ikke at forveksle med Melhus Station (1864-1993).
Melhus Station (Melhus stasjon eller Melhus skysstasjon) er en jernbanestation på Dovrebanen, der ligger i byområdet Melhus i Norge. Stationen består af et spor og en perron med et læskur.
Stationen åbnede som trinbræt 29. august 1993, hvor den overtog persontrafikken fra den gamle Melhus Station lidt længere mod nord. Den gamle station fungerer i dag som krydsningsspor.